# Elle me dit
Elle me dit (in italiano: Lei mi dice) è un singolo del cantautore Mika, pubblicato nel 2011 per i soli paesi di lingua francese. La mattina del 1º luglio 2011 è stata messa online un'anteprima di 12 secondi del brano. Il giorno stesso, nel pomeriggio, è stata pubblicata la versione completa della canzone. Il video musicale di quest'ultima è uscito il 16 agosto 2011, pubblicato dal canale ufficiale di Universal Music France su YouTube. In questo video appare anche l'attrice francese Fanny Ardant. Nell'album The Origin of Love, uscito a settembre 2012, è presente la versione inglese del brano, Emily.

## Canzone
La canzone parla di un lungo discorso di raccomandazioni fatto da una madre a suo figlio. È un incitamento ad essere migliore, più positivo, a non buttare la propria vita in cose inutili e non seguire cattive compagnie. La madre mette in guardia in figlio dicendogli che se continuerà la sua vita senza pensare alle sue azioni, se ne pentirà amaramente (finirai come tuo padre, come tuo fratello ecc.). Il testo è narrato dal figlio, in quanto la canzone si intitola "Lei mi dice". Dal punto di vista del ragazzo, comunque, le cose dette dalla madre appaiono soltanto delle orribili critiche al suo stile di vita, in quanto lei lo definisce pigro, nullafacente, sempre attaccato al computer e dietro ai suoi amici che peggiorano il suo comportamento. Poco dopo l'uscita del brano, infatti, molti lo hanno commentato dicendo che queste erano le peggiori parole che una madre potesse dire per cacciare di casa il figlio[1]. In realtà lei gli vuole bene, anche se non approva tutta quello che fa, e gli dice di andare per la sua strada, di ballare (o inseguire i suoi sogni), libero.
| Originale | Traduzione |
| --- | --- |
| Elle me dit, c'est ta vie Fais c'que tu veux, tant pis Un jour tu comprendras Un jour tu t'en voudras Elle me dit, t'es trop nul Sors un peu de ta bulle Tu fais n'importe quoi On dirait que t'aimes ça | Le mi dice, è la tua vita Fai quello che vuoi, vabbé Un giorno capirai Un giorno ti scuserai Mi dice, non servi a nulla Esci un po' da questa bolla Non fai nulla di importante Sembra che ti piaccia così |

Una prima versione inglese chiamata She tells me è stata cantata durante un concerto live, con parole molto simili alla versione francese[2].

## Tracce

### Download digitale
1. Elle Me Dit – 3:38

### CD singolo
1. Elle Me Dit (Radio Edit) – 3:27
2. Elle Me Dit (Beataucue Remix) – 5:14

## Classifiche
| Classifica (2011) | Posizione Massima |
| ----------------- | ----------------- |
| Belgio (Fiandre)  | 9                 |
| Belgio (Vallonia) | 1                 |
| Canada            | 63                |
| Francia           | 1                 |
| Slovacchia        | 65                |
| Svizzera          | 16                |